# 古巴飲食

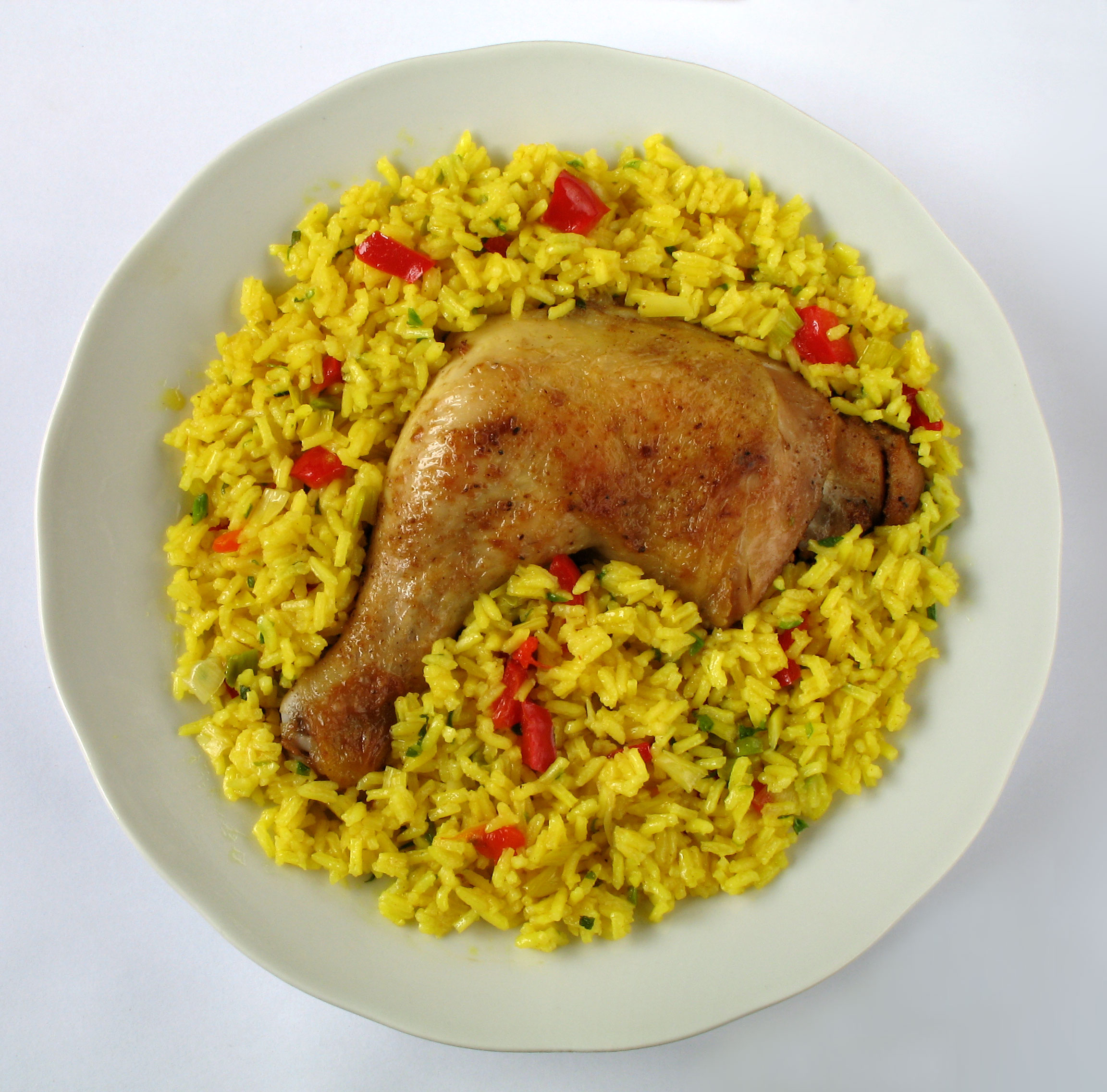
西班牙鸡肉饭

古巴飲食是指古巴人民的飲食習慣。古巴飲食主要以西班牙飲食为基础，并受到非洲和其他加勒比飲食的影响。其他地區的飲食對古巴飲食也有少許影響，例如意大利飲食，此外哈瓦那地区就一定程度上受到中餐影響。 